# Dissonus manteri
Dissonus manteri is een eenoogkreeftjessoort uit de familie van de Dissonidae. De wetenschappelijke naam van de soort is voor het eerst geldig gepubliceerd in 1966 door Kabata.